# Quincy Miller
Quincy Cortez Miller (ur. 18 listopada 1992 w Chicago) – amerykański koszykarz, występujący na pozycji skrzydłowego.
13 lipca 2015 został wymieniony do Brooklyn Nets w zamian za Steve'a Blake'a. 10 października 2015 roku podpisał umowę z serbskim zespołem Crvenej zvezdy Telekom Belgrad.
27 lipca 2017 został zawodnikiem niemieckiego Brose Baskets Bamberg.

## Osiągnięcia
Stan na 5 września 2019, na podstawie, o ile nie zaznaczono inaczej.
NCAA
- Uczestnik rozgrywek Elite Eight turnieju NCAA (2012)
- Najlepszy pierwszoroczny zawodnik konferencji Big 12 (2012)[6]
- Zaliczony do: 
  - I składu najlepszych debiutantów Big 12 (2012)
  - składu honorable mention All-Big 12 (2012)

Drużynowe
- Mistrz:
  - Ligi Adriatyckiej (2016)
  - Serbii (2016)
- Zdobywca pucharu Izraela (2017)

Indywidualne
- Uczestnik NBA meczu gwiazd D-League (2015)
- Zaliczony do:
  - II składu Euroligi (2016)[7]
  - III składu turnieju D-League Showcase (2015)
  - składu honorable mention turnieju NBA D-League Showcase (2013)

Reprezentacja
- Mistrz Ameryki U–18 (2010)